# 국제응용시스템분석연구소

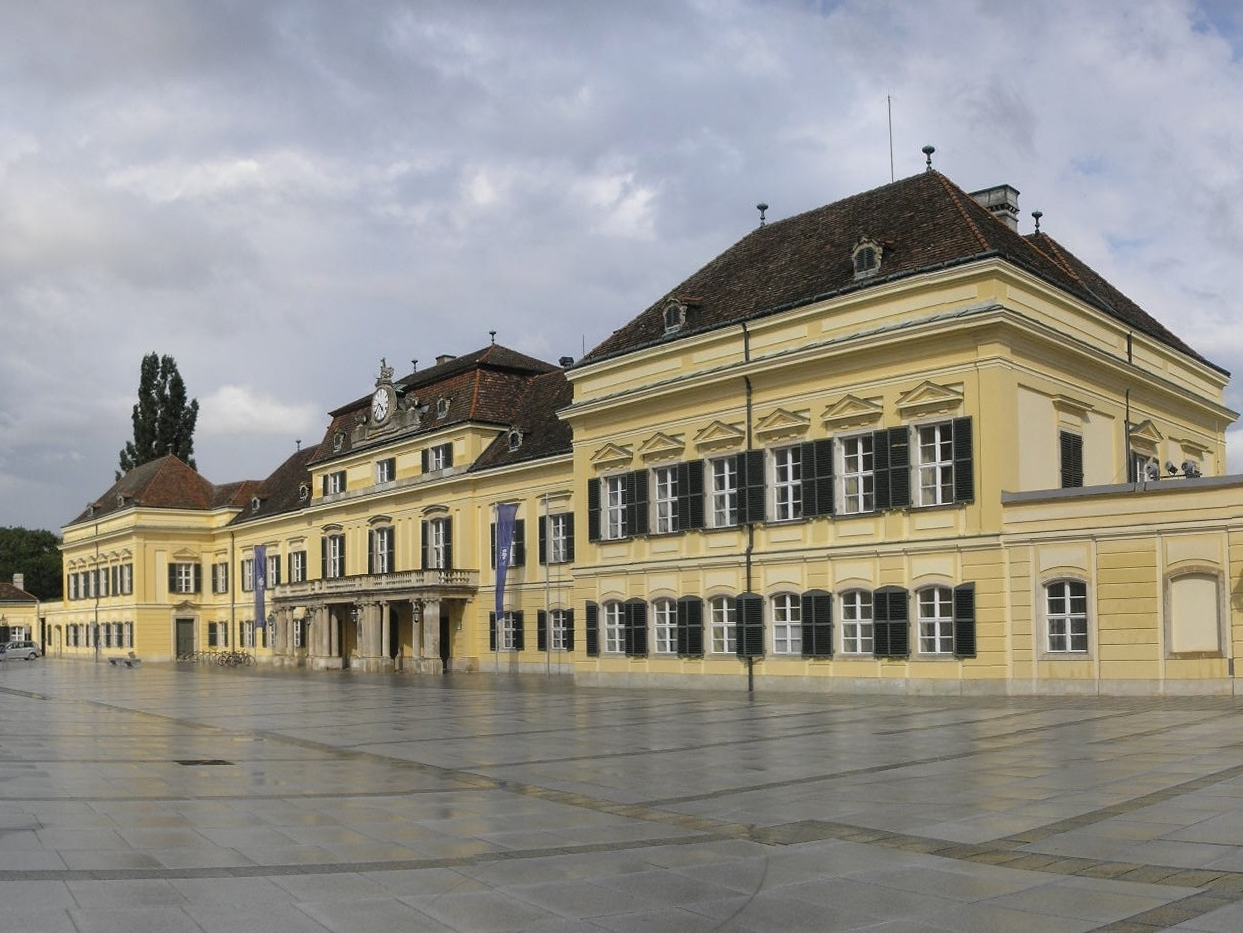
락센부르크에 있는 국제응용시스템분석연구소

국제응용시스템분석연구소(International Institute for Applied Systems Analysis)는 1972년에 설립된 비정부 연구기관으로 오스트리아 빈 근교의 락센부르크에 있으며, 환경, 경제, 기술, 사회 분야에 상호 관련된 과학적 연구를 수행한다. 미국, 일본 등 14개 정회원국이 있고, 준회원 2개국, 제휴회원 1개국이 있다.

## 같이 보기
- 로마 클럽